# Peter Fenten
Peter Fenten (* 8. September 1958 in Speldorf) ist ein ehemaliger deutscher Fußballspieler. Der Defensivspieler hat beim MSV Duisburg von 1977 bis 1982 in der Fußball-Bundesliga 114 Ligaspiele absolviert und drei Tore erzielt. Unter Trainer Rolf Schafstall hat er im UEFA-Cup der Saison 1978/79 beim Erreichen des Halbfinales neun Spiele (1 Tor) bestritten.

## Laufbahn
Als Jugendspieler eröffnete Fenten seine Laufbahn beim VfB Speldorf um ab 1972 die weiteren Stationen in der Jugend des MSV zu durchlaufen. Am 28. September 1976 debütierte er in der DFB-A-Juniorenauswahl beim Länderspiel in Nybro gegen Schweden. Bei einem 2:2-Remis agierte er als Vorstopper an der Seite von Torhüter Walter Junghans und Libero Norbert Dörmann. Sein zehntes und letztes A-Juniorenländerspiel absolvierte das „Zebra“-Talent am 21. April 1977 in Hamm wiederum gegen Schweden (3:3). Unter Trainer Rolf Schafstall gewann er am 23. Juli 1977 das Finale um die deutsche A-Jugendmeisterschaft in Mannheim mit 2:1 gegen den VfB Stuttgart. Bereits vier Wochen später, am 17. August 1977, debütierte das Defensivtalent in der Bundesliga. Beim Heimspiel gegen Borussia Mönchengladbach lief er bei einem 1:1-Remis unter Trainer Otto Knefler als rechter Verteidiger vor Torhüter Gerhard Heinze und neben den Defensivkollegen Kees Bregman, Ditmar Jakobs und Bernard Dietz auf. Michael Brocker und Werner Buttgereit, zwei Mitspieler aus der A-Juniorenmeistermannschaft 1977, hatten ebenfalls einen Lizenzspielervertrag bekommen, wurden aber 1977/78 nicht beim MSV in der Bundesliga eingesetzt. Der schmächtige Fenten dagegen, half in 17 Ligaspielen mit zwei Toren dabei mit, dass der MSV Duisburg mit dem Erreichen des 6. Ranges unter Knefler-Nachfolger Carl-Heinz Rühl zur Saison 1978/79 in den UEFA-Pokalwettbewerb einzog.
Unter seinem ehemaligen A-Jugendtrainer Rolf Schafstall gehörte Fenten in der Saison 1978/79 von Beginn an der Stammformation an. Am Rundenende hatte der junge Defensivakteur 33 Ligaspiele bestritten und der MSV den 13. Rang belegt. Den sportlichen Höhepunkte erlebten Fenten und seine Mannschaftskameraden aber im UEFA-Pokal. Nach Erfolgen gegen Lech Posen, Carl Zeiss Jena, Racing Straßburg und Honved Budapest scheiterten die Schafstall-Schützlinge erst im Halbfinale im April 1979 in den zwei Spielen gegen Borussia Mönchengladbach.
Für den MSV Duisburg bestritt er 114 Bundesligaspiele, in denen er drei Tore erzielte. Am 20. Februar 1982 erlitt er im Spiel gegen den Karlsruher SC einen Schien- und Wadenbeinbruch und konnte danach kein Spiel mehr für Duisburg absolvieren. In dem Nachholspiel im Karlsruher Wildparkstadion hatte er an der Seite von Mitspielern wie Frank Saborowski, Kees Zwamborn, Manfred Dubski, Herbert Büssers, Thomas Kempe, Uwe Helmes und Rudi Gores unter Trainer Kuno Klötzer gespielt. Der gelernte Kfz-Elektriker musste seine fußballerische Karriere mit 23 Jahren beenden und wurde zum Sportinvaliden erklärt.